# Discographie de Pat Metheny
Cette page décrit la discographie de Pat Metheny, guitariste de jazz.
Cette discographie ne recense que la majorité des albums officiels. De très nombreux disques pirates existent, certains sites en donnent une liste plus complète.

## Comme «leader» ou «coleader»
- 1975 : Bright Size Life avec Jaco Pastorius et Bob Moses
- 1977 : Watercolors avec Lyle Mays, Eberhard Weber et Danny Gottlieb
- 1980 : 80/81[3] avec michael Brecker, Dewey Redman, Charlie Haden et Jack DeJohnette
- 1980 : As Falls Wichita, So Falls Wichita Falls avec Lyle Mays et Naná Vasconcelos
- 1983 : Rejoicing avec Charlie Haden et Billy Higgins
- 1985 : Song X avec Ornette Coleman, Charlie Haden, Jack DeJohnette et Denardo Coleman
- 1989 : Question And Answer avec Dave Holland et Roy Haynes
- 1991 : Secret Story avec de nombreux jazzmen et un orchestre symphonique
- 1993 : I Can See Your House from Here (en) avec John Scofield,  Steve Swallow et Bill Stewart
- 1996 : The sign of 4 avec Derek Bailey, Gregg Bendian et Paul Wertico
- 1997 : Beyond the Missouri Sky avec Charlie Haden
- 1999 : Jim Hall and Pat Metheny avec Jim Hall
- 2000 : Trio 99 > 00 avec Larry Grenadier et Bill Stewart
- 2000 : Trio → Live 99 > 00 avec Larry Grenadier et Bill Stewart
- 2002 : Day trip avec Christian McBride et Antonio Sánchez
- 2005 : Metheny - Mehldau avec Brad Mehldau, Larry Grenadier et Jeff Ballard
- 2005 : Metheny - Mehldau Quartet avec Brad Mehldau, Larry Grenadier et Jeff Ballard
- 2012 : Pat Metheny: Unity Band avec Chris Potter, Ben Williams et Antonio Sánchez
- 2014 : KIN  (←→) : Pat Metheny Unity Group avec Chris Potter, Ben Williams, Giulio Carmassi et Antonio Sánchez

## Participations

### Avec Gary Burton
- 1974 : Ring, Gary Burton quintet
- 1974 : Dreams so Real, Gary Burton quintet
- 1974 : Passengers, Gary Burton quintet
- 1989 : Reunion, Gary Burton quintet
- 1997 : Like Minds, avec Chick Corea, Dave Holland et Roy Haynes
- 2007 : Quartet Live!, avec Steve Swallow et Antonio Sánchez

### Avec Michael Brecker
- 1987 : Michael Brecker, Michael Brecker quintet
- 1996 : Tales from the Hudson, Michael Brecker band avec Joey Calderazzo, McCoy Tyner, Dave Holland, Jack DeJohnette, Don Alias
- 1999 : Time is of the essence, Michael Brecker band avec Larry Goldings, Elvin Jones, Jeff « Tain » Watts et Bill Stewart
- 2000 : Nearness of you : The ballad book, Michael Brecker quintet Herbie Hancock, Charlie Haden, Jack DeJohnette et James Taylor
- 2007 : Pilgrimage

### Avec Jack DeJohnette
- 1988 : Parrallel realities, Jack DeJohnette trio avec Herbie Hancock
- 1989 : Parrallel realities live, Jack DeJohnette quartet avec Herbie Hancock et Dave Holland
- 1989 : Under the sky, Jack DeJohnette quartet

### Avec Joshua Redman
- 1992 : Introdusing Joshua Redman
- 1993 : Wish, Joshua Redman quartet
- 1994 : Blues For Pat

### Autres participations
- 1974 : Paul Bley quartet, Jaco Pastorius - Pat Metheny - Bruce Ditmas - Paul Bley
- 1979 : Joni Mitchell, Shadows and Light (avec Lyle Mays, Jaco Pastorius, Don Alias et Michael Brecker)
- 1981 : Toninho Horta band, Toninho Horta
- 1982 : Pedro Aznar quartet, Contemplation
- 1983 : Sonny Rollins quartet, The meeting a.k.a. Dream teams
- 1985 : Milton Nascimento, Encontros e despedidas
- 1986 : Bob Moses sextet, The story Of Moses
- 1986 : Mike Metheny quintet, Day in - night out
- 1988 : Akiko Yano, Welcome Back
- 1989 : Steve Reich, Different Trains/Electric Counterpoint
- 1992 : Gary Thomas (en), Till we have faces
- 1993 : Bruce Hornsby, Harbor Lights
- 1993 : Trilok Gurtu, Crazy saints
- 1993 : Noa, Noa (comme coproducteur et choriste sur un titre)
- 1994 : Abbey Lincoln, A turtle's dream
- 1994 : Roy Haynes quintet, Te-Vou !
- 1994 : Milton Nascimento, Angelus
- 1995 : Tony Williams septet, Wilderness
- 1995 : Bruce Hornsby, Hot house
- 1996 : Kenny Garrett quartet, Pursuance : the music of John Coltrane
- 1997 : Dave Liebman quartet, The elements : Water
- 1997 : Marc Johnson quartet, The sound of summer running
- 1998 : Jim Hall, By arrangment
- 1998 : Cassandra Wilson, Traveling Miles
- 2000 : Charlie Haden band, Nocturne
- 2001 : Richard Bona, Reverence
- 2003 : Anna Maria Jopek, Upojenie
- 2004 : Gary Thomas (en), Till we have faces
- 2005 : Enrique Morente, Morente suona la Alhambra
- 2006 : Jim Hall, Hallmarks
- 2007 : Antonio Sánchez sextet, Migration

## Bandes originales
Pat Metheny a composé ou joué de nombreuses musiques de films.

### Comme compositeur et instrumentiste

#### Cinéma
- 1985 : Soleil d'automne de Bud Yorkin
- 1985 : Le Jeu du faucon de John Schlesinger contient la chanson This Is Not America, composée par Pat Metheny et Lyle Mays, et écrite et interprétée par David Bowie
- 1998 : Passage pour le paradis d'Antonio Baiocco[4]
- 1999 : Une carte du monde de Scott Elliott
- 2013 : Vivir es fácil con los ojos cerrados de David Trueba

#### Documentaires
- 1979 : The Search for Solutions de Michael Jackson (documentaire)[5]
- 2014 : Becoming California de Kit Tyler[6]

#### Courts-métrages
- 1993 : The Silent Alarm de Rob Morrow[7]

#### Télévision
- 1978 : publicité pour le parfum Fahrenheit de Christian Dior
- 1985 : The Tender Age, aka Little Sister de Jan Egleson[8]
- 1986 : Steven Spielberg's Amazing Stories: Grandpa's Ghost de Timothy Hutton[9]
- 1987 : Lemon Sky de Jan Egleson
- 1989 : Big Time de Jan Egleson[10]

### Comme instrumentiste uniquement
- 1983 : Under Fire de Roger Spottiswoode. La bande originale est composée par Jerry Goldsmith avec Pat Metheny en soliste (guitare acoustique) accompagné par l'Orchestre symphonique de Londres
- 1992 : Toys de Barry Levinson. Pat Metheny est le soliste du thème Let joy and innocence prevail composé par Trevor Jones
- 2005 : Trece entre mil d'Iñaki Arteta (documentaire). Pat Metheny est le soliste du morceau Tema final composé par Eduardo Basterra[11]

### Musique utilisée pour des films
- 1984 : Une bringue d'enfer de Kevin Reynolds, dans lequel on retrouve des morceaux de As Falls Wichita, So Falls Wichita Falls composés par Pat Metheny et Lyle Mays
- 1999 : Le Goût des autres d'Agnès Jaoui, dans lequel on retrouve Au Lait composé par Pat Metheny et Lyle Mays

## Musiques de spectacles
- 1986 : Orphans, spectacle de la compagnie Steppenwolf Theatre Company (en)[12]
- 1988 : Adieux, musique pour Les Ballets Jazz de Montréal, chorégraphié par Richard Levi[13]
- 2009 : Le deuil sied à Électre d'Eugene O'Neill